# Fédération québécoise des échecs
La Fédération québécoise des échecs (FQE) est un organisme sans but lucratif voué à la promotion et au développement du jeu d'échecs au Québec. 

## Histoire
Elle a été fondée en 1967 à Québec. La FQE jouit d'une reconnaissance étatique et d'un subventionnement par le ministère de l'Éducation, de la Famille du Loisir et du Sport du Québec. Ses principaux champs d'intervention touchent à l'organisation de la pratique; la formation d'arbitres, entraîneurs, joueurs et organisateurs ainsi que l'édition de livres. Elle publie également un magazine (en format webzine depuis 2018) d'échecs mensuel (Québéchecs, rebaptisé Le Petit Roque, puis Échec+) depuis 1970.

## Conseil d'administration
Le Conseil d'administration est composé de sept administrateurs. L'Assemblée générale est composée des membres de la Fédération provenant au moins de deux secteurs géographiques, qui ont tous un droit de vote égal.

## Missions
- La promotion de l’enseignement et de la pratique du jeu d’échecs aux paliers national, régional et local;
- Le maintien d’un secrétariat;
- La formation par l’entremise des stages d’entraîneurs, d’arbitres et d’organisateurs de tournois;
- L’organisation des championnats nationaux d’échecs[5];
- La publication d'outils pédagogiques échiquéens ;
- La production et la publication de dépliants de promotion ;
- L’impression de matériel de tournoi ;
- La publication de diverses informations sur le site internet de la Fédération ;
- La Promotion de l’expertise.

### Publications
- (fr) Roman Pelts (en) et Lev Alburt, Cours complet d'échecs, Éditions Fédération québécoise des échecs, Montréal, 1989,  (ISBN 2-9801168-2-3)